# Средне-Волжская область
Среднево́лжская область — административная единица на территории Российской Социалистической Федеративной Советской Республики, существовавшая с 14 мая 1928 года по 20 октября 1929 года. Административный центр — Самара.
Область была образована постановлением ВЦИК 14 мая 1928 года в результате объединения упразднённых Самарской, Оренбургской, Ульяновской, Пензенской и части Саратовской губерний.

## История
Первоначально по сетке экономических районов, разработанной Госпланом и уточнённой комиссией ВЦИК в конце 1921 года, в состав Средне-Волжской области планировалось включить территории современных Мордовии, Татарстана, Чувашии, Пензенской, Самарской, Ульяновской и части Оренбургской и Саратовской областей.
Однако процесс создания области затянулся на несколько лет. Существенную роль сыграло создание СССР, из-за чего область становилась не субъектом самостоятельного федеративного государства, а лишь частью одной из союзных республик. Национальный подход к территориальному устройству также затягивал процесс административной реформы, так как преобладал над экономической целесообразностью.
Так, от Татарской республики было первоначально получено согласие на вхождение в область, но предлагалось при этом центром её сделать Казань, а не Самару. Так административный центр оказывался на окраине региона, что противоречило идее районирования Госплана. Тогда руководство Татарии предложило идею создания «объединённой республики народов Поволжья» снова с центром в Казани. Это предложение также не осуществилось, теперь уже во многом из-за позиции Чувашии, стремившейся, по примеру Башкирии, образовать «Великую Чувашию» со столицей в Ульяновске. В состав Чувашии предлагалось включить в том числе и северные территории Самарской губернии (современные Кошкинский, Челно-Вершинский и Шенталинский районы), где чувашские села расположены вперемешку с русскими, мордовскими и татарскими. Эта идея также осталась нереализованной, а Чувашия впоследствии вошла в состав Нижегородского края
20 октября 1929 года область преобразована в Средневолжский край.

## Административное деление
Область делилась на 9 округов:
- Бугурусланский,
- Бузулукский (упразднён 21 января 1929),
- Кузнецкий,
- Мордовский,
- Оренбургский,
- Пензенский,
- Самарский,
- Сызранский,
- Ульяновский.

В каждый округ входило от 8 до 23 районов, а в каждом районе в среднем было более 30 сельских Советов.

## Руководители
Председатели Исполнительного комитета Средне-Волжского областного Совета:
- 8.1928 — 6.1929 — Нейбах Иван Иванович (1884—1937);
- 6.1929 — 13.8.1932 — Брыков Александр Петрович (1889—1937).

Первый секретарь Средне-Волжского областного комитета ВКП(б):
- 23.8.1928[5] — 9.10.1932[6] — Хатаевич Мендель Маркович (1893—1937).

## Население
Население региона на 1929 год составляло 6,957 млн человек. Городское население составляло 12,5 % при среднем показателе по РСФСР на тот же период в 17,4 %.
В связи с аграрным перенаселением в западной части области и слабым развитием промышленности в области насчитывалось значительное число безработных. В 1928—1929 годах оно составляло до 28,2 тысяч человек (17,2 % от числа занятых наёмным трудом).

## География
Границы Средне-Волжской области оказались далеки от первоначально задуманных. В неё вошли Оренбургская, Пензенская, Ульяновская, большая часть Самарской и небольшие части Рязанской и Нижегородской (с мордовским населением) губерний.
Общая площадь региона составила 240,3 тыс. км².

## Экономика
В ВВП региона сельскохозяйственная продукция занимала 69,2 % по данным за 1927—1928 года (при среднем показателе по РСФСР 53,6 %). За период 1928—1929 годов доля сельскохозяйственной продукции выросла до 72,5 %.
Основные направления промышленности были связаны с переработкой сельскохозяйственной продукции: мукомольное производство, винокурни, пищевая и деревообрабатывающая промышленность. Наблюдалось существенное отставание региона от общего темпа индустриализации страны, начавшееся ещё во времена Российской империи. Если в 1927—1928 годах в среднем по РСФСР на душу населения приходилось промышленной продукции на 102,5 рубля, то в Средне-Волжской области этот показатель составлял лишь 37,4 рубля. При этом сельское хозяйство в регионе также было отсталым, с экстенсиными формами земледелия, низкой урожайностью, неудовлетворительным животноводством. При незначительном превышении обеспеченностью землёй на душу населения (0,93 га против 0,91 в среднем по РСФСР) доходность сельского хозяйства составляла лишь 96 рублей на человека при 141 в среднем по РСФСР.
По данным за 1926—1927 годов в регионе насчитывалось 538 цензовых промышленных предприятия, из которых действовало 463. Суммарная мощность двигательных установок составляла 56 тысяч лошадиных сил. Электрификация промышленных равнялась 12,7 % против средних показатеолей по РСФСР в 42,3 % и СССР в 44,1 %.
Промышленность была распределена по территории области неравномерно. На территории бывшей Самарской губернии располагалось 43,9 % предприятий, Ульяновской — 27,1 %, Пензенской — 16,7 %, Оренбургской — 11,7 %. По распределению по созданным в области округам доля от числа предприятий составляла: Самарский округ — 19,7 %, Ульяновский — 18,2 %, Сызранский — 16,7 %, Пензенский — 14,2 %; Кузнецкий — 12,2 %, Оренбургский — 8,9 %, Саранский — 4,6 %, Бугурусланский — 5,5 %.
Добыча полезных ископаемых проводилась лишь в Оренбургском округе, где добывали хромистую руду и магнезит, вели разведку никеля, марганца, меди и угля. В Илецке действовало предприятие по получению соли. Металлообрабатывающая промышленность была развита слабо, встречаясь лишь в бывших центрах губерний: самарский завод (станкостроение), пензенский завод (сельскохозяйственные машины), оренбургский (обозостроение) и штамповочная фабрика в Самаре. В приволжских коургах широко развито было деревообрабатывающее производство.
Пищевая промышленность была представлена мукомольными заводами (в основном в Самаре), маслобойными фабриками (Самара, Оренбург, Пенза, Саранск, Богатов). Имело два дрожжевых завода (Самара, Пенза) и пять пивоваренных, в том числе крупный Жигулёвский завод.
Кожевенное производство преимущественно располагалось в Кузнецке, Оренбурге и Самаре. Имелось развитое текстильное производство: 5 фабрик по производству грубого сукна в Ульяновском округе, по 4 в Сызранском и Кузнецком, и по 1 фабрике в Пензенском и Саранском округах. В Мелекесе действовала льно-прядильная фабрика. Бумажная промышленность располагалась в Сызранском (3 предприятия),
Ульяновском (1), Саранском (1) округах. Наиболее крупное производство действовало в Пензе. Спички производились в Пензенском округе (с. Нижний Ломов) и Самаре. Стекольная промышленность была представлена производством в Пензенском округе, сахаро-рафинадная — в Бугурусланском.
Доля предприятий тяжёлой промышленности в общей выработке составляла 15,5 %. В лёгкой промышленности лидировало мукомольное производство, обеспечивавшее 53 % выработки), за ним шло грубосуконное производство — 18,8 %.
Сырьём для промышленности область была обеспечена весьма неравномерно. Если сельскохозяйственного сырья несмотря на отсталость отрасли полностью хватало на потребности региона, то текстильное производство работало практически полностью на привозном сырьё. Деревообрабатывающая промышленность использовала как местное сырьё, так и сплавляемое с верховьев Волги. Несмотря на значительные запасы сырья для производства строительных материалов такая отрасль промышленности была практически не развита.
Промышленность региона в 1927—1928 годах потребляла преимущественно дровяное топливо (88,6 %), что было связано с значительным количеством леса в северо-западных округах региона и дешевизне сплава леса с верховьев Волги. Ещё 12 % энергии получалось сжиганием торфа. В перспективе планировалось увеличить поступление угля из Донбасса после открытия Волго-Донского канала и начать освоение местных нефтеносных месторождений. В качестве наиболее привлекательного вида топлива рассматривалось использование местных горючих сланцев.